# Tyler Davis
Tyler Lee-Deon Davis, né le 22 mai 1997 à San José en Californie, est un joueur portoricain de basket-ball évoluant au poste de pivot.

## Biographie
En juin 2018, il se présente à la 2018 mais n'est pas sélectionné.
Après avoir disputé la Summer League 2018 avec les Nets de Brooklyn, il signe, le 13 août 2018, un contrat "two-way" pour la saison à venir avec le Thunder d'Oklahoma City.
Le 27 décembre 2018, il est coupé par le Thunder d'Oklahoma City.